# Football Club des Girondins de Bordeaux 2023-2024 (femminile)
Questa voce raccoglie le informazioni riguardanti la squadra femminile del Football Club des Girondins de Bordeaux nelle competizioni ufficiali della stagione 2023-2024.

## Divise e sponsor
La tenuta di gioco è la stessa indossata dalla squadra maschile del Bordeaux. Lo sponsor tecnico per la stagione 2023-2024 è Adidas mentre lo sponsor ufficiale è Keolis Bordeaux Métropole. La prima tenuta è blu a tinta unita tranne per gli inserti bianchi su maglia e calzettoni e una V bianca sul petto.
| Casa | Trasferta | 3ª divisa |

## Organigramma societario
Area tecnica
- Allenatore: Patrice Lair
- Vice allenator1: Alexandre David, Hakim Elouaari
- Preparatore dei portieri: Arthur Jasouli
- Preparatore atletico: Hugo Roche
- Medico sociale: François-Xavier Brochet
- Fisioterapisti: David Das Neves, Jacques Thébault

## Rosa
Rosa, ruoli e numeri di maglia come da sito ufficiale e footofeminin.fr, aggiornati al 21 febbraio 2024.
| N. |                        | Ruolo | Calciatrice             |
| -- | ---------------------- | ----- | ----------------------- |
| 1  | Israele (bandiera)     | P     | Agam Haviv              |
| 4  | Francia (bandiera)     | A     | Océane Hurtré           |
| 5  | Francia (bandiera)     | D     | Marion Haelewyn         |
| 6  | Francia (bandiera)     | C     | Maëlle Seguin           |
| 7  | Martinica (bandiera)   | A     | Mylaine Tarrieu         |
| 8  | Marocco (bandiera)     | C     | Hajar Said              |
| 9  | Portogallo (bandiera)  | A     | Serena Pinto de Queirós |
| 10 | Stati Uniti (bandiera) | C     | Camille Lafaix          |
| 11 | Inghilterra (bandiera) | A     | Shameeka Fishley        |
| 13 | Francia (bandiera)     | A     | Marie Ateluce           |
| 14 | Francia (bandiera)     | A     | Marie Dehri             |
| 15 | Francia (bandiera)     | A     | Hawa Sangaré            |
| 16 | Francia (bandiera)     | P     | Justine Lerond          |

| N. |                        | Ruolo | Calciatrice         |
| -- | ---------------------- | ----- | ------------------- |
| 17 | Stati Uniti (bandiera) | A     | Abi Kim             |
| 18 | Francia (bandiera)     | D     | Amandine Herbert    |
| 19 | Montenegro (bandiera)  | A     | Jelena Karličić     |
| 20 | Marocco (bandiera)     | C     | Ambre Basser-Drunet |
| 21 | Francia (bandiera)     | D     | Lou Autin           |
| 22 | Francia (bandiera)     | C     | Carla Lacaille      |
| 23 | Francia (bandiera)     | C     | Andréa Lardez       |
| 24 | Francia (bandiera)     | C     | Nesrine Bahlouli    |
| 25 | Francia (bandiera)     | D     | Hillary Diaz        |
| 26 | Francia (bandiera)     | D     | Fiona Liaigre       |
| 27 | Francia (bandiera)     | D     | Laurine Pinot       |
| 29 | Francia (bandiera)     | A     | Laura Bourgouin     |
| 40 | Francia (bandiera)     | P     | Maïté Mendiburu     |

## Calciomercato

### Sessione estiva
| Acquisti | Acquisti         | Acquisti            | Acquisti    |
| R.       | Nome             | da                  | Modalità    |
| -------- | ---------------- | ------------------- | ----------- |
| P        | Agam Haviv       | Bnot Netanya        | [ 4 ]       |
| P        | Maïté Mendiburu  | Hasparren           | [ 4 ]       |
| D        | Laurine Pinot    | Soyaux              | [ 4 ]       |
| C        | Nesrine Bahlouli | Bordeaux            | prestito    |
| C        | Camille Lafaix   | Cal Poly Mustangs   | [ 4 ]       |
| C        | Hajar Saïd       | Najah Souss/MAR     | [ 4 ]       |
| A        | Océane Hurtre    | Paris Saint-Germain | prestito    |
| A        | Abigail Kofi Kim | Orlando Pride       | [ 4 ]       |
| A        | Hawa Sangaré     | Paris Saint-Germain | [ 7 ] [ 4 ] |
| A        | Mylaine Tarrieu  | Rodez               | [ 4 ]       |

| Cessioni | Cessioni          | Cessioni       | Cessioni    |
| R.       | Nome              | a              | Modalità    |
| -------- | ----------------- | -------------- | ----------- |
| P        | Romane Bruneau    |                | ritirata    |
| P        | Mylène Chavas     | Real Madrid    | [ 4 ]       |
| D        | Delphine Chatelin |                | ritirata    |
| D        | Océane Daniel     |                | ritirata    |
| D        | Julie Thibaud     | Leicester City | [ 4 ]       |
| C        | Julie Dufour      | Paris FC       | [ 8 ] [ 4 ] |
| C        | Sisca Folkertsma  | Feyenoord      | [ 4 ]       |
| C        | Maëlle Garbino    | Juventus       | [ 9 ] [ 4 ] |
| C        | Ella Palis        | Juventus       | definitivo  |
| A        | Mickaëlla Cardia  | Le Havre       | [ 4 ]       |
| A        | Mélissa Gomes     | Stade Reims    | [ 4 ]       |
| A        | Melissa Herrera   | Club Tijuana   | [ 4 ]       |

### Sessione invernale
| Acquisti | Acquisti        | Acquisti   | Acquisti   |
| R.       | Nome            | da         | Modalità   |
| -------- | --------------- | ---------- | ---------- |
| A        | Laura Bourgouin | Pomigliano | svincolata |

| Cessioni | Cessioni         | Cessioni | Cessioni |
| R.       | Nome             | a        | Modalità |
| -------- | ---------------- | -------- | -------- |
| A        | Shameeka Fishley | Beşiktaş | [ 12 ]   |

## Risultati

### Division 1

#### Girone di andata
| Arbitro: | Goncalves |

|  |           |                                               |
|  | Marcatori | 31’ (rig.) Karchaoui 33’ Baltimore 35’ Geyoro |

| Arbitro: | Beyer |

|                   |           |           |
| Lardez 10’ (rig.) | Marcatori | 59’ Cance |

| Arbitro: | Collin |

|                                                        |           |  |
| Dumornay 24’ Diani 26’ Hegerberg 77’ Renard 85’ (rig.) | Marcatori |  |

| Arbitro: | Daupeux |

|                   |           |             |
| Lardez 51’ (rig.) | Marcatori | 60’ Khelifi |

| Arbitro: | Laur |

|            |           |  |
| Peneau 62’ | Marcatori |  |

| Arbitro: | Collin |

|  |           |                         |
|  | Marcatori | 61’ Gomes 90+1’ Mouchon |

| Arbitro: | Beyer |

|                            |           |             |
| Fontaine 50’ Le Garrec 67’ | Marcatori | 39’ Sangaré |

| Arbitro: | Gonçalves |

|           |           |  |
| Matéo 41’ | Marcatori |  |

| Arbitro: | Efe |

|                          |           |  |
| Kim 21’, 66’ Sangaré 62’ | Marcatori |  |

| Arbitro: | Laur |

|              |           |  |
| Picard 90+4’ | Marcatori |  |

| Arbitro: | Fournier |

|            |           |                                                 |
| Sangaré 8’ | Marcatori | 13’ Caputo 51’ Bataillard 74’ Browne 81’ Elmore |

#### Girone di ritorno
| Arbitro: | Gerbel |

|                |           |                      |
| Ali Nadjim 88’ | Marcatori | 73’ (rig.) Bourgouin |

| Arbitro: | Fournier |

|                                                                                       |           |             |
| Geyoro 28’ (rig.) Vangsgaard 36’, 84’ Katoto 40’, 45’ Baltimore 62’ Chawinga 71’, 88’ | Marcatori | 72’ Sangaré |

| Arbitro: | Laur |

|               |           |            |
| Bourgouin 36’ | Marcatori | 8’ Stárová |

| Arbitro: | Jeannot |

|                  |           |                                                   |
| Diaz 16’ Kim 29’ | Marcatori | 27’ D. Corboz 48’, 68’ Dufour 49’, 52’, 72’ Matéo |

| Arbitro: | Efe |

|                         |           |              |
| Mondésir 69’ Robert 73’ | Marcatori | 53’ Lecaille |

| Arbitro: | Laur |

|  |           |                              |
|  | Marcatori | 28’ Declercq 45+2’ Jedlińska |

| Arbitro: | Gerbel |

|                |           |  |
| Lamontagne 67’ | Marcatori |  |

| Arbitro: | Jeannot |

|                               |           |  |
| Mouchon 40’ Corboz 87’, 90+7’ | Marcatori |  |

| Arbitro: | Collin |

|  |           |                                 |
|  | Marcatori | 8’ Le Garrec 39’ Badu 55’ Louis |

| Arbitro: | Gerbel |

|              |           |                            |
| Boucly 90+4’ | Marcatori | 12’ Bahlouli 15’ Bourgouin |

| Arbitro: | Jeannot |

|                             |           |             |
| Bourgouin 45+5’, 85’ (rig.) | Marcatori | 33’ Marques |

### Coppa di Francia
| Arbitro: | Beyer |

|                                       |           |  |
| Soyer 16’ Matéo 51’ (rig.) Dufour 64’ | Marcatori |  |

## Statistiche

### Statistiche di squadra
| Competizione     | Punti | In casa | In casa | In casa | In casa | In casa | In casa | In trasferta | In trasferta | In trasferta | In trasferta | In trasferta | In trasferta | Totale | Totale | Totale | Totale | Totale | Totale | DR  |
| Competizione     | Punti | G       | V       | N       | P       | Gf      | Gs      | G            | V            | N            | P            | Gf           | Gs           | G      | V      | N      | P      | Gf     | Gs     | DR  |
| ---------------- | ----- | ------- | ------- | ------- | ------- | ------- | ------- | ------------ | ------------ | ------------ | ------------ | ------------ | ------------ | ------ | ------ | ------ | ------ | ------ | ------ | --- |
| Division 1       | 13    | 11      | 2       | 3       | 6       | 11      | 24      | 11           | 1            | 1            | 9            | 6            | 25           | 22     | 3      | 4      | 15     | 17     | 49     | -32 |
| Coppa di Francia | -     | -       | -       | -       | -       | -       | -       | 1            | 0            | 0            | 1            | 0            | 3            | 1      | 0      | 0      | 1      | 0      | 3      | -3  |
| Totale           | -     | 11      | 2       | 3       | 6       | 11      | 24      | 12           | 1            | 1            | 10           | 6            | 28           | 23     | 3      | 4      | 16     | 17     | 52     | -35 |

### Andamento in campionato
| Giornata  | 1  | 2 | 3 | 4 | 5  | 6  | 7  | 8  | 9  | 10 | 11 | 12 | 13 | 14 | 15 | 16 | 17 | 18 | 19 | 20 | 21 | 22 |
| --------- | -- | - | - | - | -- | -- | -- | -- | -- | -- | -- | -- | -- | -- | -- | -- | -- | -- | -- | -- | -- | -- |
| Luogo     | C  | C | T | C | T  | C  | T  | T  | C  | T  | C  | T  | T  | C  | C  | T  | C  | T  | T  | C  | T  | C  |
| Risultato | P  | N | P | N | P  | P  | P  | P  | V  | P  | P  | N  | P  | N  | P  | P  | P  | P  | P  | P  | V  | V  |
| Posizione | 10 | 9 | 9 | 9 | 10 | 11 | 10 | 11 | 10 | 12 | 12 | 11 | 12 | 11 | 12 | 12 | 12 | 12 | 12 | 12 | 12 | 11 |

Legenda:

Luogo: C = Casa; T = Trasferta. Risultato: V = Vittoria; N = Pareggio; P = Sconfitta.

### Statistiche delle giocatrici
| Giocatore        | Division 1 | Division 1 | Division 1  | Division 1 | Coppa di Francia | Coppa di Francia | Coppa di Francia | Coppa di Francia | Totale   | Totale | Totale      | Totale     |
| Giocatore        | Presenze   | Reti       | Ammonizioni | Espulsioni | Presenze         | Reti             | Ammonizioni      | Espulsioni       | Presenze | Reti   | Ammonizioni | Espulsioni |
| ---------------- | ---------- | ---------- | ----------- | ---------- | ---------------- | ---------------- | ---------------- | ---------------- | -------- | ------ | ----------- | ---------- |
| M-S. Ateluce     | 14         | 0          | 1           | 0          | 1                | 0                | 0                | 0                | 15       | 0      | 1           | 0          |
| L. Autin         | 11         | 0          | 1           | 0          | 1                | 0                | 0                | 0                | 12       | 0      | 1           | 0          |
| N. Bahlouli      | 17         | 1          | 6           | 0          | -                | -                | -                | -                | 17       | 1      | 6           | 0          |
| A. Basser Drunet | 1          | 0          | 0           | 0          | -                | -                | -                | -                | 1        | 0      | 0           | 0          |
| L. Bourgouin     | 10         | 5          | 2           | 0          | -                | -                | -                | -                | 10       | 5      | 2           | 0          |
| M. Dehri         | 16         | 0          | 0           | 0          | 1                | 0                | 0                | 0                | 17       | 0      | 0           | 0          |
| H. Diaz          | 19         | 1          | 4           | 0          | 1                | 0                | 0                | 0                | 20       | 1      | 4           | 0          |
| S. Fishley       | 7          | 0          | 0           | 0          | -                | -                | -                | -                | 7        | 0      | 0           | 0          |
| C. Geneste       | 0          | 0          | 0           | 0          | -                | -                | -                | -                | 0        | 0      | 0           | 0          |
| M. Haelewyn      | 18         | 0          | 1           | 0          | 1                | 0                | 1                | 0                | 19       | 0      | 2           | 0          |
| A. Haviv         | 0          | 0          | 0           | 0          | -                | -                | -                | -                | 0        | 0      | 0           | 0          |
| A. Herbert       | 13         | 0          | 0           | 0          | -                | -                | -                | -                | 13       | 0      | 0           | 0          |
| O. Hurtré        | 5          | 0          | 1           | 0          | -                | -                | -                | -                | 5        | 0      | 1           | 0          |
| J. Karličić      | 19         | 0          | 2           | 0          | 1                | 0                | 0                | 0                | 20       | 0      | 2           | 0          |
| A.K. Kim         | 22         | 3          | 0           | 0          | 1                | 0                | 0                | 0                | 23       | 3      | 0           | 0          |
| C. Lafaix        | 12         | 0          | 1           | 0          | 1                | 0                | 0                | 0                | 13       | 0      | 1           | 0          |
| A. Lardez        | 21         | 2          | 5           | 0          | 1                | 0                | 0                | 0                | 22       | 2      | 5           | 0          |
| C. Lecaille      | 9          | 1          | 0           | 0          | 1                | 0                | 0                | 0                | 10       | 1      | 0           | 0          |
| J. Lerond        | 19         | -44        | 0           | 0          | 1                | -3               | 0                | 0                | 20       | -47    | 0           | 0          |
| F. Liaigre       | 20         | 0          | 1           | 0          | 1                | 0                | 0                | 0                | 21       | 0      | 1           | 0          |
| M. Mendiburu     | 3          | -5         | 0           | 0          | 0                | 0                | 0                | 0                | 3        | -5     | 0           | 0          |
| L. Pinot         | 13         | 0          | 1           | 0          | -                | -                | -                | -                | 13       | 0      | 1           | 0          |
| S. Queirós       | 15         | 0          | 1           | 0          | 1                | 0                | 0                | 0                | 16       | 0      | 1           | 0          |
| J. Roux          | 3          | 0          | 0           | 0          | 1                | 0                | 0                | 0                | 4        | 0      | 0           | 0          |
| H. Saïd          | 2          | 0          | 0           | 0          | -                | -                | -                | -                | 2        | 0      | 0           | 0          |
| H. Sangaré       | 18         | 4          | 1           | 0          | 1                | 0                | 0                | 0                | 19       | 4      | 1           | 0          |
| M. Seguin        | 20         | 0          | 3           | 0          | -                | -                | -                | -                | 20       | 0      | 3           | 0          |
| M. Tarrieu       | 9          | 0          | 0           | 0          | -                | -                | -                | -                | 9        | 0      | 0           | 0          |